# Cape Race Lighthouse
Cape Race Lighthouse ist ein Leuchtturm in Kanada. Er steht auf dem Kap Race, der südöstlichen Spitze von Avalon in der Provinz Neufundland und Labrador.
Der erste Leuchtturm an dieser Stelle wurde im Jahr 1856 in Betrieb genommen. Es war ein gusseiserner Turm mit einer Öllampe, die durch ein Uhrwerk gedreht wurde. Im Jahre 1907 ersetzte man ihn durch einen 29 Meter hohen Betonturm mit einer Fresnel-Linse, hergestellt durch die britische Firma Chance Brothers and Company. Die Kennung besteht aus einem weißen Blitz im Abstand von 7,5 Sekunden. Zusätzlich gibt es ein Nebelhorn mit zwei Tönen alle 60 Sekunden. Der ursprüngliche Leuchtturm stand anschließend auf dem Cape North auf Nova Scotia und kam 1980 zum kanadischen Science and Technology Museum in Ottawa.
Das rote Haus nahe dem Leuchtturm war eine Funkstation der Marconi Company. Sie hat im Jahr 1904 diese Station eingerichtet, damit man Schiffe auf hoher See über die drahtlose Telegrafie erreichen konnte. Im April 1912 empfing man in dieser Station auch den ersten Notruf der sinkenden Titanic.
Bald nach 1912 brannte das Gebäude ab; heute sieht man an selbiger Stelle einen Nachbau. Darin befindet sich ein Museum zur Geschichte der Telegrafie an diesem Ort. Es wird auch gern von Titanic-Interessierten besucht.

## Sonstiges
Mit dem Leuchtturm als Abbild auf Cape Race wurde 1932, 1937 und 1941 durch die Neufundland Post eine Briefmarke Transatlantic Beacon mit einem Nominal von 20 cents herausgegeben, wobei die Ausgabe von 1937 der Krönung von König Georg VI. am 12. Mai gewidmet war.